# Coenotephria fortificaria
Coenotephria fortificaria är en fjärilsart som beskrevs av Bang-haas 1910. Coenotephria fortificaria ingår i släktet Coenotephria och familjen mätare. Inga underarter finns listade i Catalogue of Life.